# Bagariak (rivière)
Le Bagariak (Багаряк) est un cours d'eau de Russie européenne dans l'Oural. Sa source se trouve aux environs de Syssert et il se jette dans le district de Kamensk de l'oblast de Sverdlovsk. Il coule en grande partie à travers le raïon de Kasli et celui de Kounachak de l'oblast de Tcheliabinsk. L'embouchure de la rivière est située au 41e km de la rive gauche de la rivière Sinara. La longueur de la rivière est de 80 km, le bassin versant est de 1 750 km2.

## Principaux affluents
- 36 km de l'embouchure: la Boïevka (affluent droit).
- 45 km de l'embouchure: la Kochkarikha (affluent gauche).
- 63 km de l'embouchure: la Lezga (affluent gauche)[1].

## Cours
La rivière naît du lac Bagariak, dans le village de Kosmakova, et coule vers le sud, puis vers le sud-ouest et l'ouest, traversant Averino, où le Bagariak forme deux étangs. Après Averino, la rivière accueille à gauche la Lezga et ensuite entre dans le territoire de l'oblast de Tcheliabinsk. Elle baigne les villages de Koliasnikovo, de Timino et de Larino, où la Kochkarikha la rejoint, formant des étangs. Devant le village de Bagariak, la rivière prend son affluent droit, la rivière Boïevka. Ensuite le Bagariak baigne Joukovo, Poldnevo et Zotino. Devant le village de Kolpakova, le Bagariak accueille à gauche la rivière Mejovka formant une cascade, la cascade d'Olga. Ensuite la rivière traverse le village d'Ousmanova et entre de nouveau dans l'oblast de Sverdlovsk et plus loin se jette dans la Sinara à côté du village de Tchaïkina.

## Sites archéologiques
Plusieurs sites archéologiques ont été découverts sur les rives du Bagariak:
- Site de Zotino II (rive g.): culture d'Itkoul, 2de moitié du Ier siècle av. J.-C.;
- Site de Zotino II (aval rive g.); culture gamaïouno-kaménogorskienne, VIe-Ve s. av. J.-C. et culture d'Itkoul;
- Site de Zotino IV, culture de Gamaïouno;
- Site de Krasny Kamen, culture gamaïouno-itkoulienne
- Habitat autour d'un site de la culture de Vorobiov (Ve-IVe av. J.-C.) et culture sarmate.